# Joe Daniel
Joe Daniel, né le 5 décembre 1954 à Dar es Salam (territoire du Tanganyika) et mort le 28 janvier 2025, est un homme politique canadien.
Il est député à la Chambre des communes de la circonscription de Don Valley-Est de 2011 à 2015 sous la bannière du Parti conservateur du Canada.

## Biographie

### Carrière politique
Joe Daniel est élu à la Chambre des communes lors de l'élection fédérale du 2 mai 2011. Il représente la circonscription électorale de Don Valley-Est en tant que membre du Parti conservateur du Canada.
Joe Daniel meurt le 28 janvier 2025 à l'âge de 70 ans.